# Yalı
Pour les homonymes, voir Yali (homonymie).

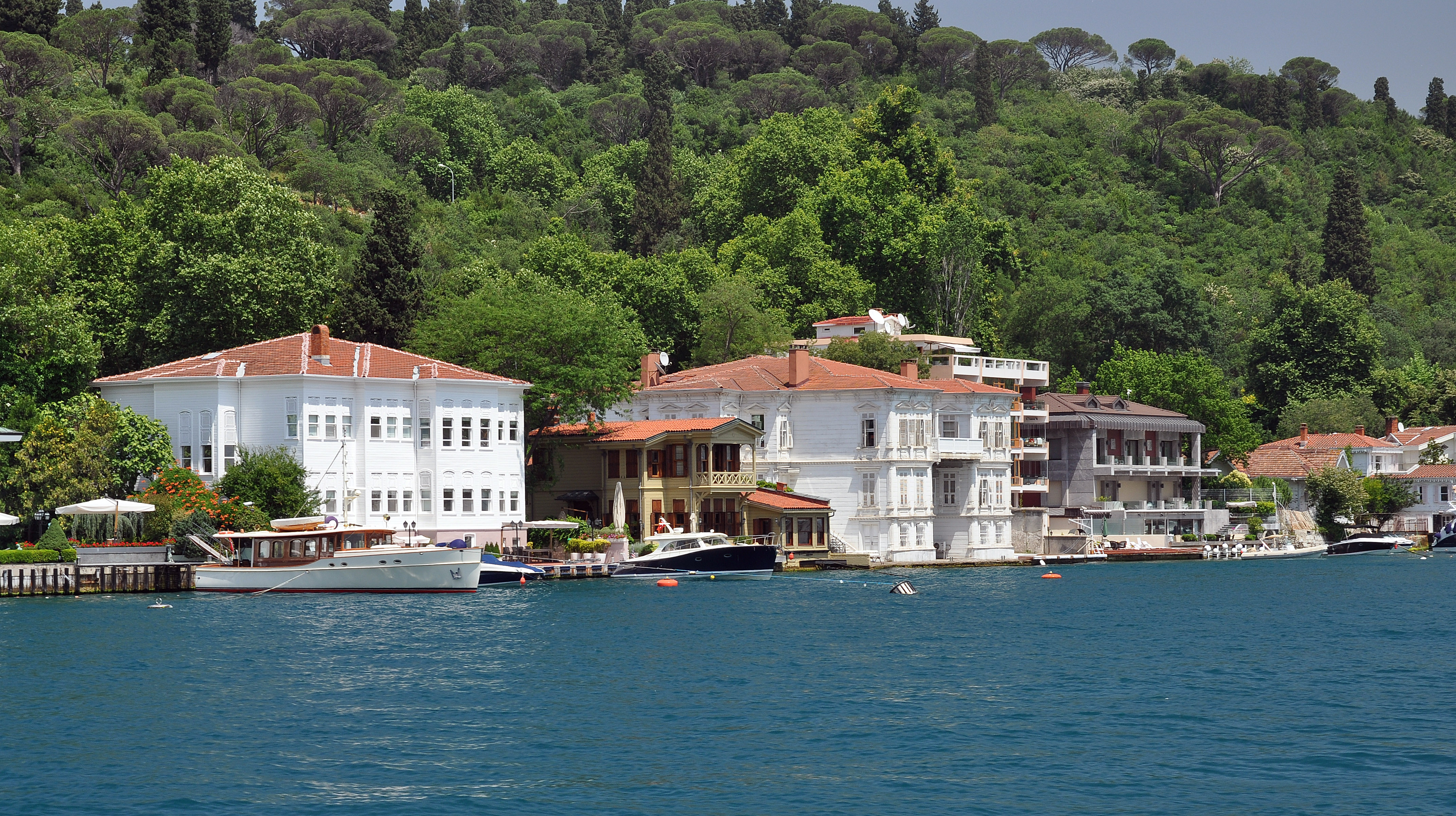
Demeures côtières (yalı) de l'époque ottomane sur le Bosphore.

Un yalı (turc : yalı, prononcé [ jɑ'ɫɯ], du grec yiáli γιαλή (mod. γιαλός), littéralement « rivage, plage ») est une demeure construite à proximité immédiate du bord de l'eau (presque exclusivement sur le front de mer) à Istanbul. À partir du XVIIIe siècle les élites ottomanes ont commencé à en faire des lieux de villégiature. Historiquement, ils étaient utilisés comme résidences secondaires par les riches Stambouliotes.
 Au cours du XXe siècle dans l'enthousiasme de la République et du nationalisme turc, ils ont été érigés en exemples de l'identité et de l'architecture turco-ottomanes. 
Orhan Pamuk assista dans son enfance au  déclin et à l’anéantissement de nombre de yali. 
Subdivisés, pourris,  faute d'entretien, rongés par le froid humide, une fois leurs peintures écaillées, ... [ils] ont  été insidieusement incendiés...
Aujourd'hui, le mot désigne 620 résidences, dont la plupart datent du XIXe siècle.

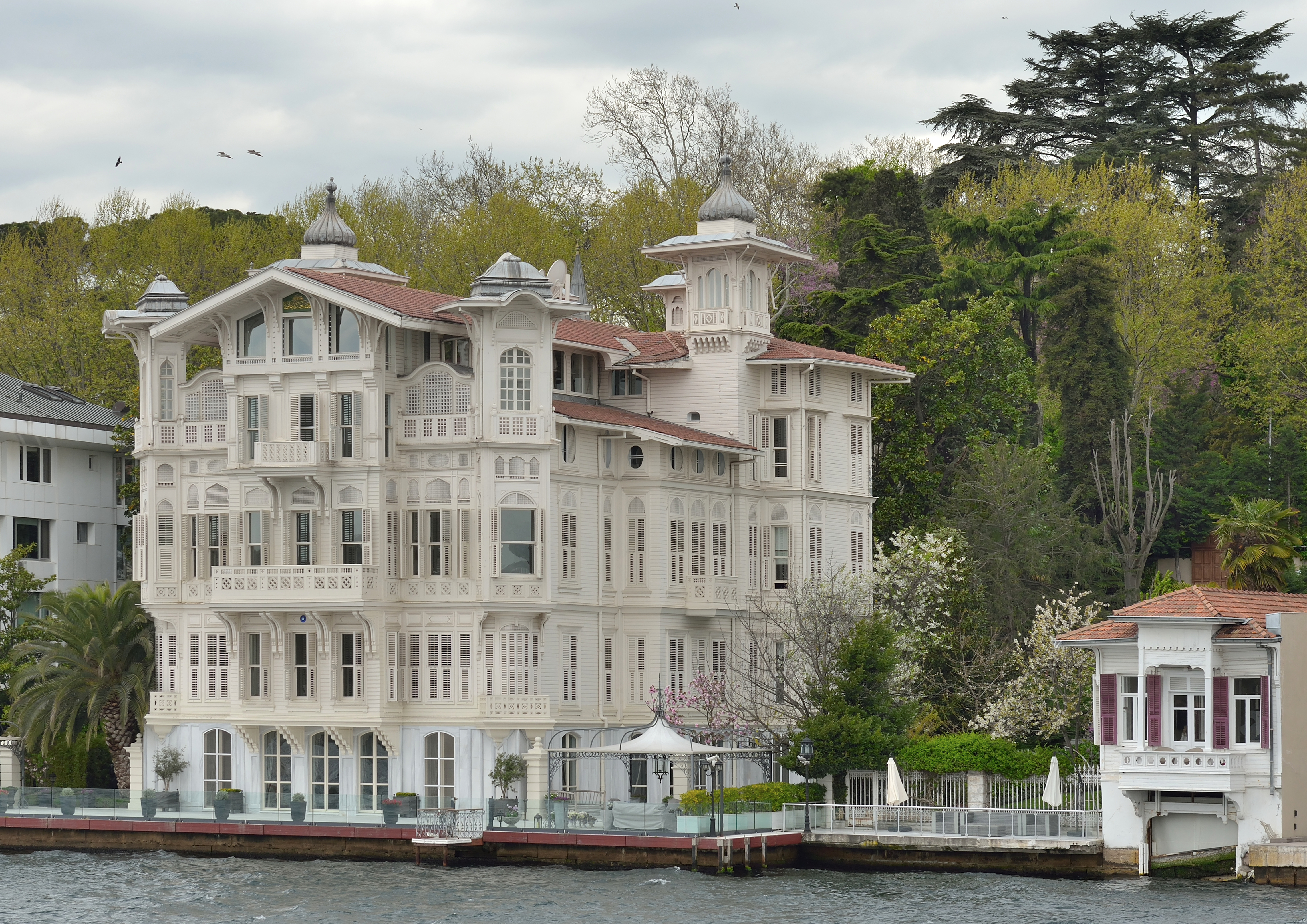
Yalı de Afif Paşa à Yeniköy, sur la côte européenne du Bosphore à Istanbul.
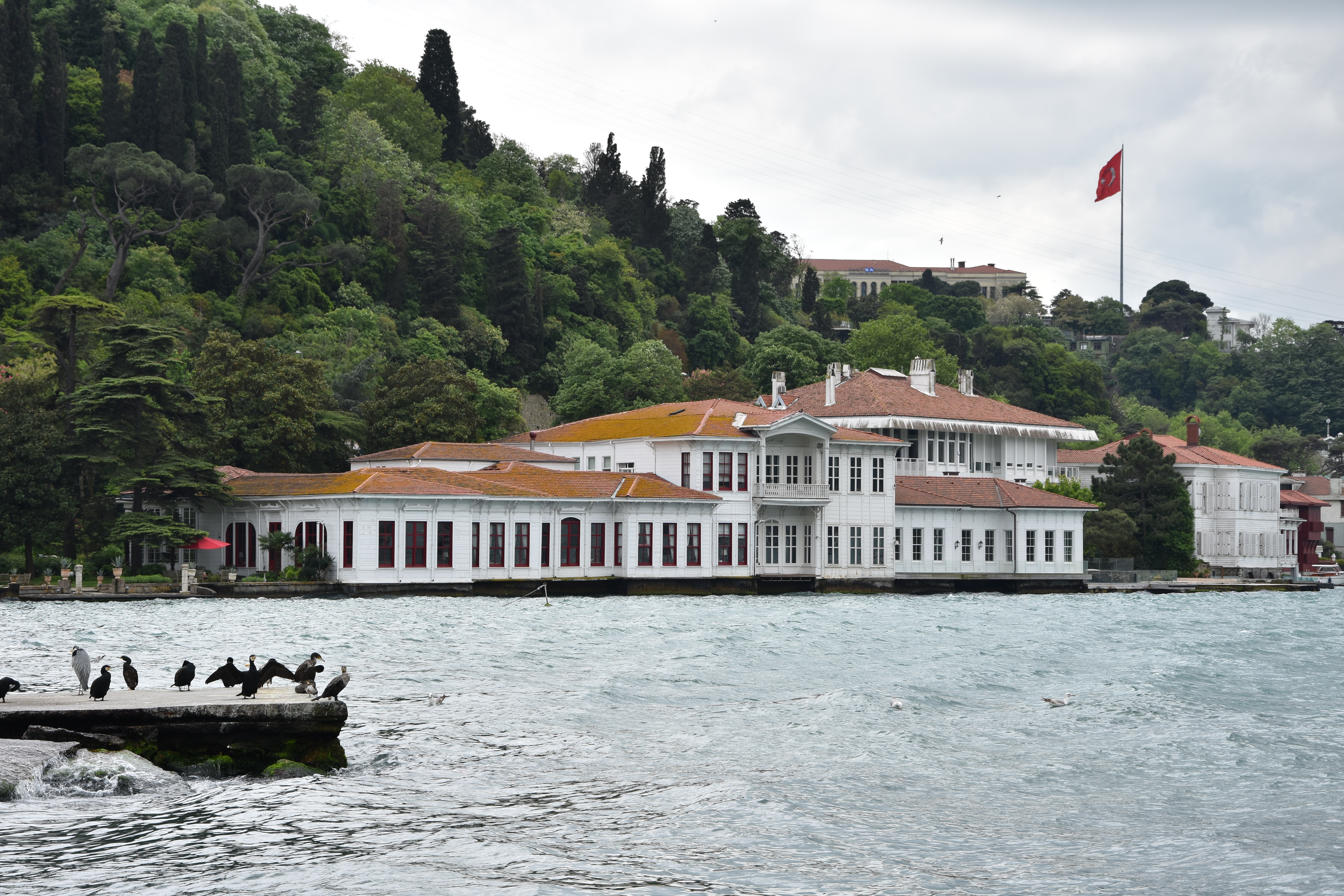
Yalı de Kıbrıslı Mehmed Emin Paşa à Kandilli, sur la côte asiatique du Bosphore à Istanbul.